# Металлист (завод, Борисов)
ЗАО «Борисовский завод „Металлист“» (ранее — «Красный металлист»; бел. ЗАТ «Барысаўскі завод „Металіст“»; «Чырвоны Металіст») — белорусское машиностроительное предприятие, расположенное в городе Борисов Минской области.

## История
В 1929 году в Борисове была создана артель «Красный металлист», производившая столовые приборы, оцинкованную посуду, термосы, различные металлические изделия. В 1932 году артель преобразован в завод «Красный металлист». В 1945 году предприятие освоило производство эмалированной посуды. Предприятие входило в Белорусский трест металлических изделий Наркомата (с 1946 года — Министерства) местной промышленности БССР. В 1957—1959 годах завод находился в подчинении управления промышленности Минского облисполкома, в 1959—1965 годах — в подчинении управления электротехнической и приборостроительной промышленности Совета народного хозяйства Белорусской ССР, затем вновь перешёл в подчинение Министерства местной промышленности БССР. В 1978 году предприятие преобразовано в Борисовский завод «Эмальпосуда», в 1986 году — в Борисовский завод эмалированной посуды «Красный металлист». В 1991—1993 годах завод находился в Государственного комитета по промышленности и межотраслевым производствам Республики Беларусь, в 1993 году перешёл в подчинение концерна «Белместпром». В 2000 году завод преобразован в республиканское унитарное предприятие (РУП) «Борисовский завод „Красный металлист“». Завод считался одним из крупнейших профильных предприятий СССР, на предприятии было занято до тысячи человек. По состоянию на 1995 год завод выпускал посуду, стальные раковины, жестяные изделия.

## Современное состояние
В конце 2000-х годов завод испытывал экономические трудности. Предприятие тратило господдержку (2,21 млрд. рублей в 2004—2009 годах) на погашение долгов и выплату зарплаты работникам, за этот период сменилось 7 директоров. В 2009 году Министерство промышленности приостановило работу завода, к началу 2010 года численность сотрудников предприятия сократилась до 15 человек. При этом завод не начинал процедуру банкротства. Для погашения долгов предприятия распродавались помещения административно-бытовых корпусов завода, расположенных в центре города. В 2011 году контрольный пакет акций завода перешёл в собственность компании производителя и дистрибьютора сельскохозяйственной техники ООО «Полымя». Завод переориентировался на производство оборудование и техники для сельского хозяйства. Предприятие производит также изделия из металла для дома и сада под брендом «Gala».
В настоящее время “ПОЛЫМЯ” это производственный кластер образованный вокруг ЗАО “Борисовский завод “МЕТАЛЛИСТ”, решающий все потребности аграриев в сфере очистки, сушки и хранения зерна, подготовки семян и производства комбикормов. Помимо этого, на нашем счету ряд интересных проектов в других областях: линии для производства удобрений из сапропеля и торфа, системы автоматического кормления КРС, линии сушки и пелетирования биомассы и многое другое.

## Деятельность
На сегодняшний день вся продукция предприятия делится на 3 основные товарные группы:
«зерно» - комплексы и оборудование для послеуборочной подработки зерна, сушки, очистки, транспортировки и его длительного хранения;
«семена» - комплексные решения и отдельные машины для подготовки высококачественных семян зерновых и бобовых культур, многолетних трав, овощей и тд.
«комбикорма» - заводы и отдельные линии для  производства рассыпных и гранулированных комбикормов.
Также завод занимается локализацией европейское сельскохозяйственной техники для рынка Беларуси. Так, с 2012 года на заводе выпускаются рулонные пресс-подборщики совместно с немецкой фирмой KRONE.

#### Зерноочистительная техника
- зерноочистительные машины МУЗ
- сепараторы
- калибровщики
- остеобрушиватели
- скальператоры барабанные

#### Элеваторная техника
- Силосы
- Нории
- Конвейеры скребковые

#### Зерносушилки
- мобильные зерносушилки Green Way
- шахтные зерносушилки Green Way
- шахтные зерносушилки серии М
- передвижные зерносушилки
- контейнерные зерносушилки

#### Оборудование для подготовки семян
- Триер (машина)|триеры
- просеиватели гранул
- пневмостолы
- Фотосепаратор
- протравливатель

#### Оборудование для производства комбикормов
- Гранулятор
- охладители
- просеиватели
- измельчители гранул
- смесители
- дробилки

#### Запасные части
- решета для зерноочистки
- брусы противорежущие